# 1937 UD
1937 UD är en asteroid i huvudbältet, som upptäcktes 26 oktober 1937 av den tyske astronomen Karl Wilhelm Reinmuth i Heidelberg.